# Rhinolophus creaghi
Rhinolophus creaghi es una especie de murciélago de la familia Rhinolophidae.

## Distribución geográfica
Se encuentra en Indonesia y Malasia.